# De finibus bonorum et malorum
De finibus bonorum et malorum (deutsch „Vom höchsten Gut und vom größten Übel“, auch „Über die Ziele menschlichen Handelns“) ist ein philosophisches Werk des römischen Redners, Politikers und Philosophen Marcus Tullius Cicero. Es besteht aus fünf Büchern, in denen sich Cicero mit den Philosophierichtungen des epikureischen Hedonismus, der Stoa und des Peripatos auseinandersetzt und diese dem römischen Leser vorstellt. Das Leitthema des Werkes ist die Frage nach dem anzustrebenden höchsten Gut. Es entstand im Sommer des Jahres 45 v. Chr. innerhalb von etwa anderthalb Monaten. Zusammen mit den kurz danach geschriebenen Tusculanae disputationes („Gespräche in Tusculum“) ist De finibus das umfangreichste philosophische Werk Ciceros. Gewidmet ist das Werk Marcus Iunius Brutus.

## Inhalt

### Erstes und zweites Buch
In Gestalt eines fiktiven Gesprächs mit zwei Freunden des Brutus auf Ciceros Landgut bei Cumae wird der epikureische Hedonismus dargestellt, in dem höchste Lust, gleichgesetzt mit Schmerzlosigkeit, als höchstes Gut angesehen wird. Im zweiten Buch kritisiert Cicero diese Ansicht, wobei er sowohl die hedonistische Definition der Lust angreift als auch deren Gleichsetzung mit dem höchsten Gut bezweifelt.

### Drittes und viertes Buch
Im dritten Buch stellt Ciceros Gesprächspartner Marcus Porcius Cato die Lehre der Stoa vor, wobei er lateinische Begriffe für die von den Stoikern verwendeten Fachwörter einführt. Als höchstes und einziges Gut der Stoa wird das sittlich Gute vorgestellt. In seiner Gegenrede im vierten Buch bezweifelt Cicero die Herleitung der stoischen Auffassung aus einem angenommenen natürlichen Zustand sowie das Ausschließen anderer Güter durch diese Lehre.

### Fünftes Buch
Im letzten Buch diskutiert Cicero mit mehreren Freunden die Lehre des Peripatos in der von Antiochos von Askalon gelehrten Form. Diese versteht unter dem höchsten Gut ein vollkommen glückliches Leben, das sowohl Tugend als auch körperliche und äußere Güter beinhaltet. Schließlich wird aber die logische Inkonsequenz dieser Lehre bemängelt, sodass eine abschließende Bewertung über eine beste Schule ausbleibt. Cicero nimmt insgesamt eine skeptische Haltung ein.

## Trivia
Die Vorlage für Lorem ipsum ist an einen Absatz aus De finibus bonorum et malorum angelehnt (1.10.32 bis 1.10.33). Dieser Blindtext ist ein heute weltweit verbreiteter Platzhalter, um Typografie und Layout zu überblicken, ohne vom Text bzw. Inhalt abgelenkt zu werden.

## Textausgaben
- Marcus Tullius Cicero: Vom höchsten Gut und vom größten Übel. Anaconda Verlag, Köln 2008, ISBN 978-3-86647-246-4.
- Cicero, On Stoic Good and Evil; De Finibus Bonorum et Malorum III and Paradoxa Stoicorum. Edited with Introduction, Translation and Commentary by Maureen Rosemary Wright. Aris and Phillips 1991, Nachdruck 1994.